# Ellesmere
Ellesmere (inuitsko Umingmak Nuna, dobesedno »dežela moškatnega goveda«) je eden od kanadskih arktičnih otokov na severu Kanade, del zveznega ozemlja Nunavut, ki leži ob severozahodni obali Grenlandije. Njegova najsevernejša točka, rt Columbia pri 83°07′ severne zemljepisne širine, je hkrati najsevernejša točka Kanade. Na jugovzhodu meji na Baffinov zaliv, na severu pa na Lincolnovo morje. Med Ellesmerom in Grenlandijo se nahaja težko ploven Naresov preliv.
S površino 196.236 km² je tretji največji kanadski otok in deseti največji otok na svetu. Na najširših delih meri približno 800 km v dolžino in 500 km v širino. Njegovo površje je izrazito razbrazdano, z nekaterimi najvišjimi vrhovi kanadskega arktičnega otočja. Gora Barbeau je z 2616 metri nadmorske višine najvišji vrh ozemlja Nunavut. Površje sestavljajo tri regije: na jugovzhodu otoka je skrajni severni del kanadskega ščita, gorovja iz predkambrijskih kamnin, jugozahodno je obsežna planota iz paleozoika, severno polovico pa predstavlja Grantova dežela, gorovje iz sedimentnih kamnin. Tudi obala je zelo razčlenjena, z globokimi fjordi in ponekod klifi, kjer se površje spusti skoraj navpično od najvišjih vrhov več kot 2000 m naravnost do morske gladine. To je območje večnega ledu, nagubanega zaradi vrhov pod njim, skozi katerega se dvigajo le najvišje gore. Z njih se proti morju spuščajo številni ledeniki. Na severnem robu otoka se ledeni pokrov nadaljuje v 60-70 m debelo ploščo, ki sega 18 km od obale.
Celoten otok je izrazito sušen, saj imajo nekateri deli samo 70 mm padavin letno, zato je rastlinstvo skromno. Na severu leži planota Hazen z istoimenskim jezerom, ki je največje vodno telo na otoku. Mikroklima v njegovi okolici je nekoliko blažja, s presenetljivo toplimi poletji, kar ustvarja pogoje za uspevanje nekoliko več živalskih in rastlinskih vrst, celo pajkov in žuželk. Sodeč po arheoloških ostankih so to območje poseljevali Nordijci že pred 4000 leti. Prvi zahodni raziskovalec, ki je ugledal otok, je bil leta 1616 William Baffin. Podrobneje so ga raziskali šele v 19. stoletju, večinoma v okviru odprav proti severnemu polu. Danes na njem stalno živi okrog 100 ljudi, od tega največ, okrog 50 v vojaški in znanstveni bazi Alert, ki je najseverneje ležeče naselje v Severni Ameriki.